# National Board of Review Awards 1948
La 20ª edizione dei National Board of Review Awards si è tenuta il 21 dicembre 1948.

## Classifiche

### Migliori dieci film
- Dies irae (Vredens Dag), regia di Carl Theodor Dreyer
- Louisiana Story, regia di Robert J. Flaherty
- Giovanna d'Arco (Joan of Arc), regia di Victor Fleming
- Il tesoro della Sierra Madre (The Treasure of the Sierra Madre), regia di John Huston
- La fossa dei serpenti (The Snake Pit), regia di Anatole Litvak
- Johnny Belinda, regia di Jean Negulesco
- Amleto (Hamlet), regia di Laurence Olivier
- Scarpette rosse (The Red Shoes), regia di Michael Powell e Emeric Pressburger
- Paisà, regia di Roberto Rossellini
- Odissea tragica (The Search), regia di Fred Zinnemann

## Premi
- Miglior film: Paisà, regia di Roberto Rossellini
- Miglior attore: Walter Huston (Il tesoro della Sierra Madre)
- Miglior attrice: Olivia de Havilland (La fossa dei serpenti)
- Miglior regista: Roberto Rossellini (Paisà)
- Miglior sceneggiatura: John Huston (Il tesoro della Sierra Madre)